# Tabanus traubi
Tabanus traubi är en tvåvingeart som beskrevs av Philip 1960. Tabanus traubi ingår i släktet Tabanus och familjen bromsar. Inga underarter finns listade i Catalogue of Life.